# Cevaeria estebani
Cevaeria estebani là một loài bọ cánh cứng trong họ Cerambycidae.